# Usedoms Botanischer Garten Mellenthin
El Usedoms Botanischer Garten Mellenthin es un jardín botánico de 60,000 m² de administración privada, que se encuentra en la isla de Usedom, en el mar Báltico, Alemania.

## Localización
El jardín botánico se ubica en la proximidad de Usedom, capital de la isla homónima.
Usedoms Botanischer Garten Mellenthin Chausseeberg 1, Mellenthin, Usedom, Mecklenburg-Vorpommern, Deutschland-Alemania.
Planos y vistas satelitales.53°55′0″N 14°1′0″E / 53.91667, 14.01667
Se encuentra abierto a diario en los meses cálidos del año. Se cobra una tarifa de entrada. 

## Historia
El jardín fue diseñado y construido entre el 2006 y el 2008 y abierto al público el 1 de mayo del 2009.
Las plantas se distribuyen según la clasificación botánica en 14 áreas ajardinadas, con etiquetas con su nombre científico en latín, alemán, y Polaco

## Colecciones
Alberga más de 50,000 plantas representando aproximadamente 1,000 taxones que son resistentes al clima invernal duro del mar Báltico de la isla de Usedom. Las plantas se agrupan en:
- Jardín siempre verde, es una colección de coníferas con una cubierta de suelos siempreverde, además de unos 8000 tulipanes, azaleas, rosas, y Erica tetralix.
- Jardín de floración temprana, plantas perennes que florecen a finales de la primavera o a principios de verano, Hyacinthus, castaños, y un seto de Spiraea x vanhouttei.
- Rosaleda, con más de 100 cultivares de rosas.
- Jardín de floración tardía, plantas herbáceas de floración a finakles de verano y en otoño.
- Jardín en una ladera, en tres bancales construidos con piedra, se exhiben plantas perennes tanto de floración temprana como tardía con unas 150 Clematis y más de 250 Phlox subulata.
- Prado, un gran estanque y arroyos, con instalaciones de merendero rodeado de Syringa vulgaris, Carpinus betulus, y Fagus sylvatica purpurea.
- Bosque, un bosque natural con senderos de paseo.
- Jardín de la cocina, con árboles frutales y arbustos, incluyendo manzanos (Malus), peras (Pyrus), cerezos (Prunus cerasus), y melocotones (Prunus persica), además de una pequeña viña con una serie de variedades de uvas (Vitis) y setos de Lonicera xylosteum y Humulus lupulus.
- Jardín de brezos con Calluna vulgaris y Erica carnea, además de 7000 tulipanes, con setos de Hippophae rhamnoides y Taxus baccata.
- Jardín de Hierbas, con unos 20 tipos de hierbas utilizadas en la cocina.
- Colección de Rhododendron con más de 700 rhododendron, con hydrangea e hibiscus.
- Ziersträuchergarten (Jardín de aves)
- Estanques y humedales
- Rocalla